# IAX
IAX (ang. Inter-Asterisk Exchange) – protokół VoIP stworzony w celu łączenia central Asterisk. Zazwyczaj IAX odwołuje się do aktualnej, drugiej wersji protokołu, oznaczanej jako IAX2.
Choć IAX w swym zamyśle był przeznaczony głównie do łączenia central, jednak zdobywa popularność jako protokół służący do połączenia telefonów. Stosuje go coraz więcej telefonów sprzętowych i programowych.

## Charakterystyka
IAX jest protokołem binarnym, w przeciwieństwie do najpopularniejszego aktualnie tekstowego SIP. IAX jest zoptymalizowany pod kątem przesyłu jak najmniejszej ilości niezbędnych danych. Głównie dlatego stosuje się dwa rodzaje ramek – krótkie i pełne. IAX ma również charakteryzować się lepszą współpracą z routerami NAT dzięki używaniu tego samego portu UDP dla pakietów sygnalizujących oraz danych (SIP i RTP są wysyłane na osobnych portach).
Unikatową cechą protokołu jest możliwość łączenia kilku sesji telefonicznych między dwiema centralami (np. między różnymi oddziałami firmy) w jeden strumień UDP, gdzie w jednym pakiecie przesyłane są dane dla kilku rozmów. Dzięki temu wymagana jest jeszcze mniejsza przepustowość łącza.